# Ropalidia gracilenta
Ropalidia gracilenta är en getingart som beskrevs av Richards 1978. Ropalidia gracilenta ingår i släktet Ropalidia och familjen getingar. Inga underarter finns listade i Catalogue of Life.